# Mestre Teodorico
Mestre Teodorico ou Teodorico de Praga (em latim: Magister Theodoricus; 1360 — 1380) foi um pintor gótico da corte de Carlos IV, Sacro Imperador Romano-Germânico e o primeiro pintor da Boêmia a ter seu nome ligado a uma obra de arte. 
Sua obra prima, pelo qual é conhecido, é a Capela da Sagrada Cruz no Castelo de Karlstein perto de Praga. É uma coleção de pinturas de painéis e de parede que foram feitas sob encomenda de Carlos IV. Ao todo, são 129 obras, todas de santos, profetas e anjos. Conhecido por seu estilo ousado e vigoroso, ele é visto como a figura central do desenvolvimento da arte da Boêmia. Famoso por seu uso da luz e da reflexão, criou a ilusão de espaços infinitos fazendo com que a luz viajasse para além dos limites do quadro. É considerado um pioneiro nessa área.  
Theodoric morreu cerca de 1381.  